# A Moment's Pleasure
Albums de Millie Jackson
Get It Out'cha System
(1978) Royal Rappin's
(1979)
Singles
1. We Got To Hit It Off
Sortie : 1979
2. Never Change Lovers in the Middle of the Night
Sortie : 1979
3. A Moment's Pleasure
Sortie : 1979

A Moment's Pleasure est le dixième album studio de Millie Jackson, sorti en 1979.
L'album s'est classé 47e au Top R&B/Hip-Hop Albums et 144e au Billboard 200.

## Liste des titres
| No | Titre                                          | Durée |
| -- | ---------------------------------------------- | ----- |
| 1. | Never Change Lovers in the Middle of the Night | 4:51  |
| 2. | Seeing You Again                               | 5:24  |
| 3. | Kiss You All Over                              | 3:44  |
| 4. | A Moment's Pleasure                            | 6:57  |
| 5. | What Went Wrong Last Night (Part I)            | 2:46  |
| 6. | What Went Wrong Last Night (Part II)           | 5:50  |
| 7. | Rising Cost of Love                            | 3:56  |
| 8. | We Got to Hit It Off                           | 4:10  |
| 9. | Once You've Had It                             | 4:32  |